# Walter Heibich
Walter Heibich (* 1. April 1910 in Breslau (heute Wrocław, Polen); † 6. Februar 1969) war ein deutscher Wirtschaftsfunktionär der Sozialistischen Einheitspartei Deutschlands (SED) in der Deutschen Demokratischen Republik (DDR). Er war von 1958 bis 1964 Leiter der Abteilung Verwaltung der Wirtschaftsbetriebe des Zentralkomitees der SED.

## Leben
Heibich, Sohn eines Polizisten, erlernte den Beruf des kaufmännischen Angestellten und war bis 1939 als Verkäufer, Dekorateur und Filialleiter verschiedener Unternehmen in Oppeln und Berlin tätig. 1939/40 war er bei der Reichsmonopolverwaltung für Branntwein angestellt.
1940 wurde Heibich in die deutsche Wehrmacht eingezogen und kämpfte im Zweiten Weltkrieg. 1941 geriet er in sowjetische Kriegsgefangenschaft und besuchte eine Antifa-Schule in Oranki bei Gorki. 1943 trat er dem Nationalkomitee Freies Deutschland bei und versuchte an der Front deutsche Soldaten zur Desertion zu bewegen. Nach dem Ende des Krieges blieb er zunächst in der Sowjetunion und war bis 1947 Leiter der Lehrabteilung einer Antifa-Schule in Kasachstan.
Im Oktober 1947 kehrte Heibich nach Deutschland zurück und wurde Mitglied und hauptamtlicher Funktionär der SED. Bis 1948 war er Instrukteur der SED-Kreisleitung in Halle (Saale) und wurde dann Assistent, später Leiter der Abteilung für Wirtschaft, an der Landesparteischule in Wettin in Sachsen-Anhalt. 
1951 wechselte Heibich an die Parteihochschule der SED in Kleinmachnow und übernahm die Leitung der Abteilung für Wirtschaft. 1952 wurde er Mitarbeiter beim ZK der SED in Ostberlin. Von 1952 bis 1958 war er stellvertretender und von 1958 bis 1964 Leiter der Abteilung Verwaltung der Wirtschaftsbetriebe.
Von 1964 bis 1969 war Heibich stellvertretender Leiter der Abteilung Finanzverwaltung und Parteibetriebe und zugleich Leiter des Sektors Heime und Schulen beim ZK der SED.

## Ehrungen
- 1960 Vaterländischer Verdienstorden (DDR)